# Sjepetivka station
Sjepetivka ( ukrainska: Шепетівка) är en järnvägsknut i västra Ukraina.

## Galleri

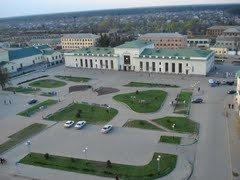
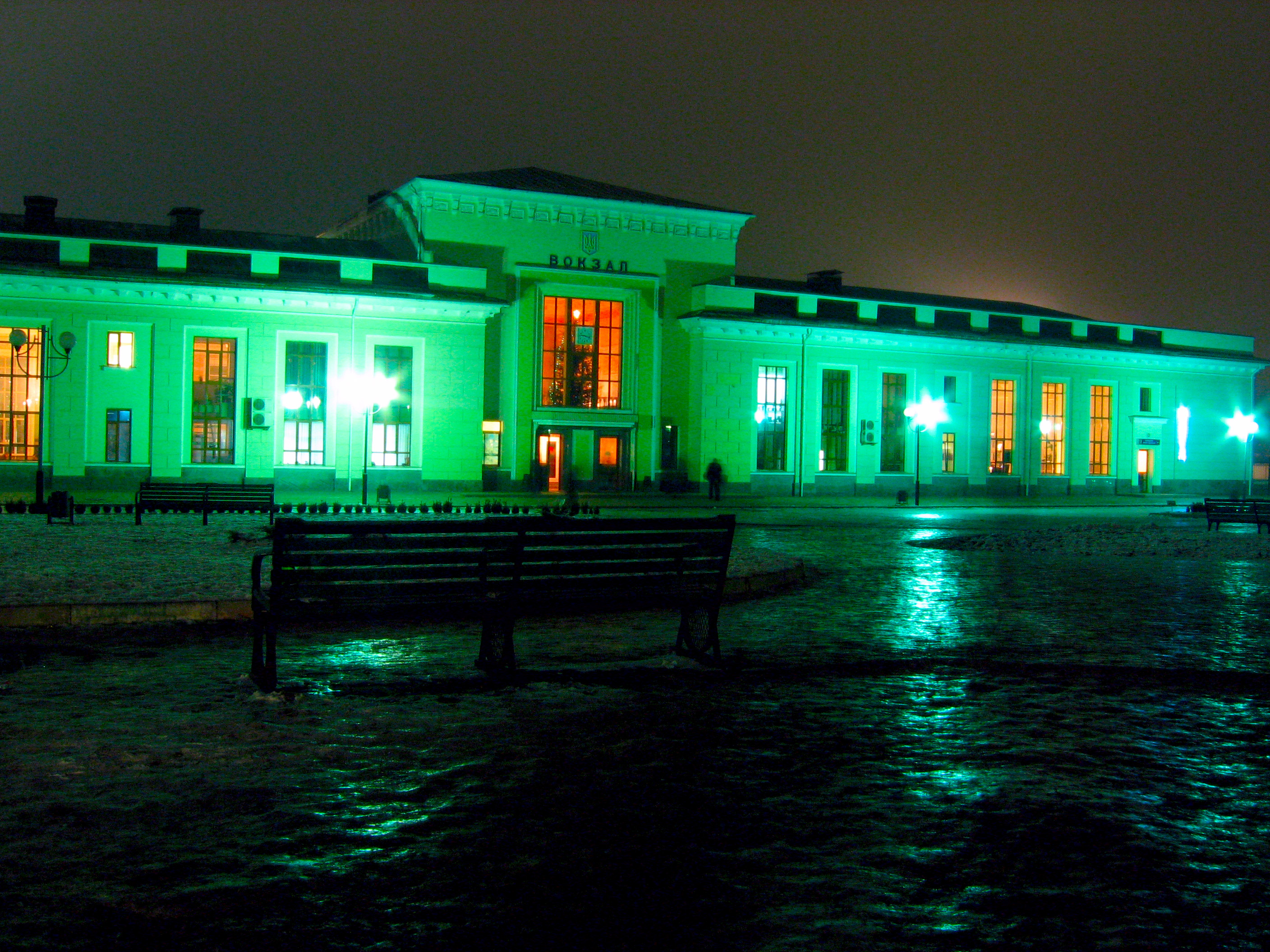
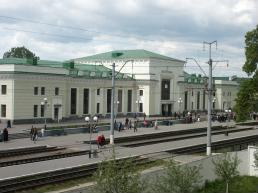